# ルーベンス・ベルトリアティ
ルーベンス・ベルトリアティ(Rubens Bertogliati、1979年5月9日 - )は、スイス、ルガーノ出身の自転車競技（ロードレース）選手。

## 経歴
1996年と1997年、ジロ・デッラ・トスカーナのジュニア部門総合優勝。
2000年、ランプレと契約を結んでプロ転向。
2001年
- ツール・ド・フランス初出場、総合140位。

2002年
- ツール・ド・フランス第1ステージ勝利。第1～第2ステージ、マイヨジョーヌ（総合138位）。

2003年、サウニエル・ドゥバル（後のジェオックス・TMC）に移籍。
2004年
- ジロ・デ・イタリア初出場、総合52位。

2009年、セッラメンティ（後のアンドローニ・ジョカットーリ）に移籍
- 国内選手権・個人タイムトライアル(ITT)優勝。

2010年
- 国内選手権・ITT 連覇。

2011年、チーム・タイプ・1に移籍。